# ミニー・リパートン
ミニー・ジュリア・リパートン・ルドルフ（英語: Minnie Julia Riperton Rudolph、1947年11月8日 - 1979年7月12日）は、アメリカ・シカゴ出身のシンガーソングライター。出生名はミニー・ジュリア・リパートン（英語: Minnie Julia Riperton）。
5オクターヴから5オクターヴ半という広い声域を持ち、特に「Lovin' You」のサビで使われる超ハイトーンが有名である。後のマライア・キャリー、セリーヌ・ディオンらに幅広く影響を与えた。
夫はミュージシャンのリチャード・ルドルフ。娘はコメディアン、女優のマーヤ・ルドルフ。

## 略歴
シカゴ生まれ。幼少の頃から音楽に親しんだ。14歳の時にはグループ「ジェムス(GEMS)」に加入、1966年には芸名「アンドレア・デイヴィス」とソロデビュー。「ロータリー・コネクション」のリードヴォーカルも担当したが曲がなかなかヒットしなかった。この間にプロデューサーのリチャード・ルドルフと結婚し、女優たるマーヤ・ルドルフら2児を儲けプライベートでは恵まれた生活を送っていた。
1971年にスティーヴィー・ワンダーのバックコーラスに抜擢される。1974年12月にスティーヴィーがプロデュースしたアルバム『パーフェクト・エンジェル』を発売。このアルバムからシングルカットした「Lovin' You」が全米で大ヒットした。
その後に発売した曲がヒットしたが1976年頭に乳がんと診断され同年春に手術を受ける。一時快方に向かったがガンが腕に転移していることが1978年に判明。1979年7月12日に31歳で死去。

## 日本で有名な楽曲

### Lovin' You
下記「カバーされた楽曲」にあるように、多くの歌手によってカバーされている。

### Simple Things
長寿ラジオ番組「SUZUKIハッピーモーニング・いってらっしゃいシリーズ」のオープニングテーマとして使用されている。

## スティーヴィー・ワンダーとの交流
曲がヒットしていない時期からスティーヴィーはミニーの歌を聴いていてミニーに注目していた。スティーヴィーのコンサート会場にてミニーがスティーヴィーの音楽に対する思いを語ったが、スティーヴィーはミニーをファンの一人としか思っていなかった。ところが名前を一応尋ねると、その女性こそ自分が注目しているミニーと知ってスティーヴィーは驚いたという。
この出会いを切っ掛けに『パーフェクト・エンジェル』のプロデュースと演奏サポートをスティーヴィーが手がけることになった。『パーフェクト・エンジェル』のブックレットの裏には、「A VERY SPECIAL FAN」という署名とともにメッセージが書かれているが、この「A VERY SPECIAL FAN」とはスティーヴィー・ワンダーでありスティーヴィーがいかにミニーに注目していたかを示すものでもある。死の床に在るミニーをスティーヴィーが見舞いに訪れた際に「私が待ってた最後の人がやって来たわね。全て良くなるわ」とミニーはつぶやいたという。

## カバーされた楽曲

### Lovin' You
美しいメロディと演奏側による解釈の自由度から海外ではスタンダード的な曲としてノーマン・コナーズやシャニース、ジュリア・フォーダムなどジャンルやキャリアを問わず多数がカバー。日本国内でも「ジャズ好きな父親の影響で聴いていた」という今井美樹が自身のアルバム「fiesta」（1988年）でカバーするなど元々日本でも馴染みの深い楽曲であった。
1991年に日本盤のみ発表されたUKレゲエ歌手ジャネット・ケイの『LOVIN' YOU～BEST OF J.K.』の大ヒットを機に、その後日本国内のアーティストによるカバーも多数発表された。
- ジョージ大塚クィンテット（1975年、ジャズライブアルバム『ラビング・ユー・ジョージ』に収録）
- 平井堅（アルバム『Ken's Bar』に収録）
- 本田美奈子.（アルバム『心を込めて...』に収録。オリジナルより半音低いアレンジとなっている）
- アン・ルイス（日本語によるカバー。1992年ノエビアCMソング）(2003年2月アルバム『コスメティック ルネッサンス〜ノエビアCM HITS!〜』M-11 日本語詞：石川あゆ子、編曲：土橋安騎夫）
- 五島良子（アルバム『OPEN UP THE BEST OF GOSHIMA YOSHIKO』に収録）
- 高橋洋子（アルバム『ピチカート』に収録）
- Sound Around（アルバム『Every With You』に収録）
- 滴草由実（シングル『I still believe 〜ため息〜』に収録）
- 今井優子（日本語によるカバー。TBS『次男次女ひとりっ子物語』主題歌）
- Hi-STANDARD（ライブのみで、CDには収録されていない）
- 小比類巻かほる（ミニCD、"That's favorite"に一部を収録。なおこのCDは非売品である）
- Monday満ちる（ゲーム『BEATMANIA IIDX 2ND STYLE』収録曲）
- 小湊昭尚、高橋新 (にっぽんの芸能内で伴奏、未音源化)
- EPO（アルバム『POPTRACKS』に収録）。今井美樹より早い1987年に発売）
- MISIA (2000年1月1日発売の2ndアルバム『LOVE IS THE MESSAGE』のadditional trackとして、1999年の LIVE VERSION を収録)
- 押尾コータロー（2009年3月、アルバム『Tussie Mussie』にインストゥルメンタルとして収録）
- ROB'S PROJECT（1996年12月、コンピレーション・アルバム『HOUSE REVOLUTION VOL.49』に収録。ハードテクノにアレンジされている）
- Dew（2009年4月8日、シングル『thank you』に収録。）
- 斉藤由貴 (アルバム『ETERNITY』に収録)
- 田村芽実（2018年9月26日、シングル『輝いて ～My dream goes on～』ボーナス・トラックに収録）
- 大黒摩季（2009年、アルバム『LUXURY 22-24pm』に収録。）

### Inside my love
- ACO（アルバム『LadySoul』に収録）

## ディスコグラフィ

### スタジオ・アルバム
- 『カム・トゥ・マイ・ガーデン』 - Come to My Garden (1970年、GRT)
- 『パーフェクト・エンジェル』 - Perfect Angel (1974年、Epic)
- 『ミニーの楽園』 - Adventures in Paradise (1975年、Epic)
- 『ステイ・イン・ラヴ』 - Stay in Love (1977年、Epic) ※旧邦題『妖精の部屋』
- 『ミニー〜ミニーと出会ったら』 - Minnie (1979年、Capitol)
- 『愛・生命・永遠』 - Love Lives Forever (1980年、Capitol) ※「生命」に「いのち」のルビ

### コンピレーション・アルバム
- 『永遠の詩〜ベスト・オブ・ミニー・リパートン』 - The Best of Minnie Riperton (1981年、Capitol)
- Gold: The Best of Minnie Riperton (1993年、Capitol)
- 『SUPER BEST』 - Super Best (1993年、Capitol)
- 『パーフェクト・キス』 - Perfect Kiss, Minnie Riperton Best Collection (1993年、Capitol)
- 『ハー・チェス・イヤーズ〜フィーチャリング・ジェムズ&ロータリー・コネクション』 - Her Chess Years (1997年、Chess)
- 『フリー・ソウル クラシック・オブ・ミニー・リパートン』 - Free Soul. The Classic Of Minnie Riperton (1999年、Capitol)
- Petals: The Minnie Riperton Collection (2001年、The Right Stuff)
- Les Fleurs: The Minnie Riperton Anthology (2001年、EMI)
- 『ラヴィン・ユー』 - Lovin' You (2003年、Capitol)
- 『ベスト・セレクション』 - Best Selection (2013年、Universal/Capitol)